# آدلان آکیف
آدلان آکیف (به روسی: Адлан Акиев؛ زادهٔ ۳۰ مارس ۱۹۹۳) یک کشتی‌گیر فرنگی‌کار اهل کشور روسیه است.
از افتخارات وی می‌توان به کسب مدال برنز قهرمانی کشتی جهان ۲۰۲۱ اشاره کرد.

## فعالیت حرفه‌ای

### قهرمانی کشتی جهان ۲۰۲۱
آکیف در وزن ۸۲ کیلوگرم کشتی فرنگی قهرمانی کشتی جهان ۲۰۲۱ اسلو شرکت کرد، او در مسابقه‌های اول و دوم آرمیناس لیگنوگاریس از لیتوانی و هاناس واگنر از آلمان را شکست داد اما در نیمه نهایی به رفیق حسینوف از آذربایجان باخت و به دیدار رده‌بندی رفت. وی در دیدار رده‌بندی الکس بیوربرگ کسیدیس از سوئد را شکست داد و مدال برنز را بدست آورد.